# شاكودو

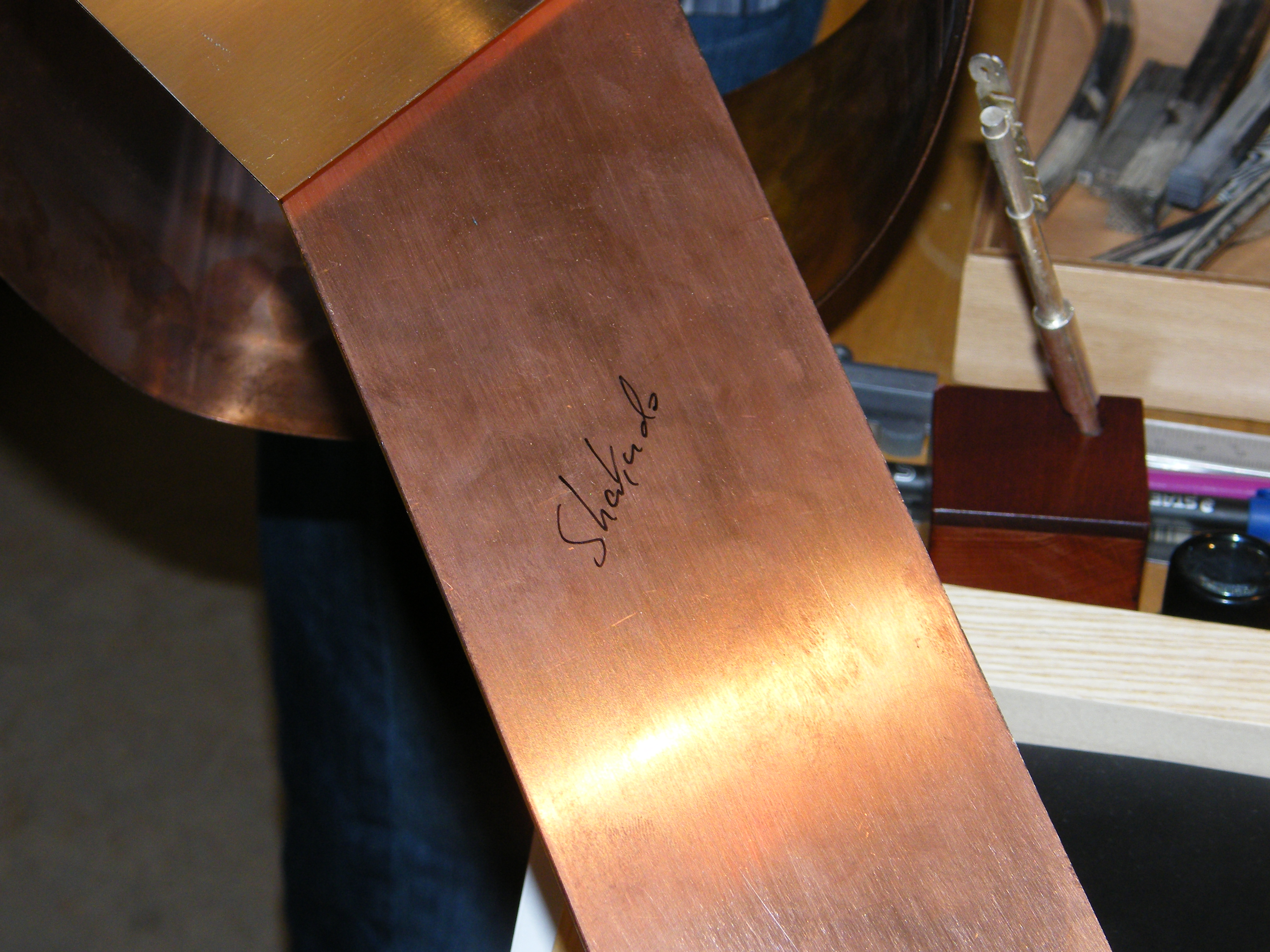
سبيكة شاكودو لم تزيّن بعد

شاكودو (باللغة اليابانية 赤銅) هو اسم ياباني يطلق على سبيكة نقدية مصنوعة من الذهب والنحاس، وغالباً ما تتراوح نسبة الذهب فيها بين 4-10%. وهي سبيكة ملونة تشبه البرونز، ولكنها غالباً ما تطلى وتزيّن في اليابان بطلاء اللك أو خضب أخرى لتصبح ذات لون داكن.
تعود ممارسة تحضير سبائك الشاكودو وتزيينها في اليابان إلى حوالي القرن الثاني عشر للميلاد، ولكن وجد مؤخراً أن هناك تشابهاً كبيراً بين تركيب الشاكودو وبين تركيب سبائك مشابهة عثر في الحضارات القديمة في مصر واليونان وروما.